# 源博士の異常な××
『源博士の異常な××』（みなもとはかせのいじょうなバツバツ）は、寄田みゆきによる日本の漫画作品。
講談社の『BE・LOVE』にて2009年第4号から2011年第5号まで不定期に連載された。単行本は同社のKCデラックスより全3巻。

## あらすじ
幼い頃に両親を亡くしながらも懸命に生きてきた丸山みのり。住むところもなく、遂にはお金も無くし、吹雪の中で野垂れ死にかけたところを、脳科学者の源義行博士に救われ、食事と寝る場所を提供する代わりに脳科学の研究の被験者になることを持ちかけられる。

## 登場人物
丸山 みのり（まるやま みのり）
幼い頃に両親を亡くし、親戚の家を転々としたが、どこも歓迎されず辛い少女時代を送った。自活を始めた後も詐欺や事故に遭うなど災難が続いた。筋金入りの自虐脳の持ち主で、幸せの後にはきっと不幸が訪れるという考えの持ち主。中学卒業後はバイトをしながらネットカフェを転々としていたため、読み書きや計算が苦手。
源 義行（みなもと よしゆき）
天ノ原医学大学院脳科学研究科准教授。心臓病の名医だった祖父が認知症になったのをきっかけに脳に興味を持った。IQ200超の天才で、小学生の時に大学生レベルの数式を解き、学部生時代に書いた論文は世界中で話題になった。29歳の若さで准教授に抜擢された。
白石（しらいし）
修士課程2年。23歳。ナイスバディ。研究室一男らしい性格でリーダーシップもあり、「源研の影のドン」と呼ばれる。白石にとって化粧は戦闘服であり、決して素顔を見せようとしない。
赤井（あかい）
修士課程1年。みのりと同い年。地道な実験が得意。源に心酔している。
青木（あおき）
36歳。ポストドクター。失敗を嫌い、役に立たないみのりにイラついていた。
チャーン
タイからの留学生。
銀次（ぎんじ）・桃江（ももえ）
源研究室の実験用ラット。

## 書誌情報
寄田みゆき 『源博士の異常な××』 講談社〈KCデラックス〉、全3巻
1. 2010年3月12日発売[1]、ISBN 978-4-06-375884-9
2. 2010年8月11日発売[1]、ISBN 978-4-06-375952-5
3. 2011年4月13日発売[1]、ISBN 978-4-06-376048-4